# Meander Valley Highway
Der Meander Valley Highway ist eine Fernstraße im Norden des australischen Bundesstaates Tasmanien. Er verläuft zwischen Launceston und Deloraine im Tal des Meander River parallel zum Bass Highway (N1).

## Verlauf
Die Straße zweigt ca. 5 km westlich von Launceston vom Bass Highway ab und verläuft zunächst ca. 2–3 km nördlich von ihm nach Westen bis zur Siedlung Hagley. Westlich dieser Ansiedlung überquert sie den Bass Highway und begleitet ihn durch Westbury und Exton bis nach Deloraine in ca. 1 km Abstand südlich. Am Endpunkt Deloraine ist der Meander Valley Highway an den Lake Highway (A5) und die Mole Creek Main Road (B12) angeschlossen.